# 15112 Arlenewolfe
15112 Arlenewolfe eller 2000 CY94 är en asteroid i huvudbältet som upptäcktes den 8 februari 2000 av LINEAR i Socorro County, New Mexico. Den är uppkallad efter Arlene E. Wolfe.
Asteroiden har en diameter på ungefär 7 kilometer.